# In tre si litiga meglio
In tre si litiga meglio (Three for the Road) è un film commedia del 1987 diretto da Bill L. Norton.